# Амос Тверські
Амос Натан Тверські (івр. עמוס טברסקי, англ. Amos Tversky; 16 березня 1937, м.Хайфа, Підмандатна Палестина — 2 червня 1996, Стенфорд (Каліфорнія), США) — ізраїльський когнітивно-математичний психолог, студент когнітивної науки, друг та співавтор Деніеля Канемана і ключова фігура у виявленні систематичного когнітивного упередження людини в оцінці ризику та потенційної вигоди.
Значна частина ранніх робіт стосувалась основ вимірювання. Його ранні роботи з Канеманом були орієнтовані на психологію передбачення та судження про ймовірність; згодом вони разом сформували і розвивали теорію перспектив, мета якої пояснити ірраціональні, нелогічні людські економічні вибори. Ця ж теорія вважається однією з основних робіт поведінкової економіки. Через 6 років після смерті Амоса Тверські, у 2002 році Деніель Канеман отримав Нобелівську нагороду з економіки за їх спільну працю.
За роки досліджень Амос Тверський також співпрацював з Томасом Гіловичем, Полом Словічем та Річардом Талером.

## Біографія
Амос Тверські народився в Хайфі, Британському мандаті в Палестині (зараз Ізраїль) у сім'ї польського ветеринара Йосифа Тверські та литовсько-єврейської ізраїльської політичної діячки Євгенії Тверські, соціальної працівниці, яка згодом стала членом парламенту від Мапай (робітнича партія). В Амоса Тверські була сестра Рут, яка була на 13 років старша від нього.

#### Військова служба
Амос Тверські з відзнакою служив у десантних військах Збройних сил Ізраїлю, піднявшись до звання капітана і був нагороджений за хоробрість. За період служби, брав участь у трьох війнах.
Він стрибав з парашутом у зонах бойових дій під час Суецької кризи в 1956 році, командував піхотним підрозділом під час Шестиденної війни в 1967 році і служив у польовому психологічному підрозділі під час Війни Судного дня в 1973 році.

#### Особисте життя
У 1963 році Тверські одружився з американським психологом Барбарою Ганс, зараз професором на кафедрі людського розвитку в Педагогічному коледжі при Університеті Колумбії. У них було 3 дітей: сини Орен і Тал та дочка Дона.

#### Навчання та робота в університетах
Амос Тверські отримав ступінь бакалавра в Єврейському університеті в Ізраїлі в 1961 році і ступінь доктора в Університеті Мічигану в Енн-Арбор в 1965 р. Потім почав читати лекції в Єврейському університеті і Університеті Мічигану і в Гарварді. У 1970 році він вступив до Стенфордського університету, а в 1978 році приєднався до викладацького складу Стенфордського університету, де й пропрацював до кінця життя. З 1990 року Тверські працював у Сенаті університету. У 1980 році став членом Американської академії мистецтв і наук. У 1984 році він став лауреатом стипендії Мак-Артура, а в 1985 році був вибраним до Національної академії наук США. У 1995 році він разом із Деніелем Канеманом отримали медаль Уорена від Товариства експериментальних психологів. Крім того, він отримав почесні ступінь доктора Єльського університету, Чиказького університету та Гетеборзького університету у Швеції. Після його смерті був нагороджений іншими преміями, включаючи премію Громаєра за психологію в 2002 році, спільно з Канеманом, а в 2006 році він також був нагороджений разом з Канеманом медаллю Френка Рамсі від Товариства аналізу рішень. Оцінюється як один з найважливіших психологів 20 століття. Тверські продовжував займатися своєю академічною роботою до своїх останніх днів.
Помер Амос Тверські у своєму будинку 2 червня 1996 року від раку меланоми і був похований на єврейському кладовищі в Коломі, округ Сан-Матео, штат Каліфорнія.

## Наукова діяльність

#### Робота з Деніелем Канеманом
Найвпливовіша робота Амоса Тверські була виконана з його давнім знайомим Деніелем Канеманом, партнерство з яким розпочалося наприкінці 1960-х. Їхня робота досліджувала упередженості та невдачі в раціональності, що постійно виявляються в процесі прийняття рішень людиною. Починаючи зі своєї першої спільної роботи «Віра в закон малих чисел», Канеман і Тверські виклали одинадцять «когнітивних ілюзій», що впливають на судження людини, часто використовуючи невеликі емпіричні експерименти, які демонструють, як суб'єкти приймають ірраціональні рішення в невизначених умовах. Ця робота мала великий вплив в галузі економіки, яка в основному передбачала раціональність усіх суб'єктів.
Тверські і Канеман змогли продемонструвати, що люди схильні бачити тенденції і зв'язок там, де їх насправді немає, і приймати рішення, ґрунтуючись на цих уявних тенденціях і зв'язках. Особливий інтерес Тверські виявляв до питань про асиметричність значення, яке люди надавали можливим ризикам та вигодам; його дослідження показують, як змінюється вибір людини в залежності від формулювання варіантів, навіть якщо при цьому сенс варіантів залишається незмінним.
Перша важлива стаття, опублікована обома, була опублікована в журналі «Science» у 1974 р. У 1979 р. вони опублікували в журналі «Економетрика» свою новаторську статтю про теорію цінностей, яку вони розробили як альтернативу теорії корисності «Теорія перспектив: Аналіз рішень під ризиком», стаття, яка з часом стала найбільш цитованою в цьому журналі. Їх найважливіша і найвідоміша спільна стаття була опублікована в журналі «Science» у 1981 р. під назвою «Обрамлення рішень та психологія вибору».

#### Теорія перспектив
Основною відправною точкою для економічних моделей, заснованих суто на математиці, є те, що кожен можливий результат має суб'єктивне значення, бажане для людини. Це суб'єктивна цінність, яка варіюється в залежності від особи. Суб'єктивне значення потрібно помножити на ймовірність кінцевого результату, про який йдеться, щоб отримати логічну, раціональну модель, придатну для математики. У своїй моделі Канеман та Тверські стверджують, що принципи раціональної математичної процедури повинні дотримуватися наскільки це можливо — достатньо замінити лише певні операції підопераціями, які точніше відповідають психологічним експериментальним фактам.
Це призводить до двох основних змін: значення кінцевого результату не множиться безпосередньо на ймовірність, а на упереджену функцію, яка більше відповідає сприйняттю людиною ймовірності. Ми не порівнюємо кінцевий результат з абсолютним значенням, а з поточним станом. Це означає, що нульова точка суб'єктивної функції корисності, тобто її початок не є абсолютним нулем, а завжди поточним станом. Порівняно з цим відносним нулем, функція «реагує» на збитки інакше, ніж на прибуток. Канеман та Тверські побудували криву на основі ряду експериментальних результатів, з яких ми можемо прочитати, сприйняття ризику людиною та механізми прийняття рішень.

#### Спотворення та евристика в пізнанні людини
- Ще одне дослідження, яке привернуло увагу публіки, було опубліковано в 1985 році під час фінальних ігор НБА: вчений продемонстрував неспроможність уявлення про так звану «hot hand», коли гравець робить цілий ряд вдалих кидків поспіль. З дослідження Тверського випливало, що гравець, який щойно закинув м'яч, має не більше, а менше шансів закинути наступний.
- Одне з останніх досліджень Тверського показало, що люди можуть шахраювати при проходженні медичних обстежень, щоб переконати себе в тому, що їх стан здоров'я краще, ніж насправді.
- Упередження пошуку вказує на те, що слова, які починаються з певної літери, легше запам'ятовувати, ніж слова, у яких ця буква не знаходиться у вихідному положенні

## Вибрані роботи

### Книги
- Ward Edwards, Amos Tversky. Decision making: Selected readings. — Penguin, 1967. — 413 p. — (Penguin modern psychology) — ISBN 0-140-80508-7.
- Clyde Hamilton Coombs, Robyn M. Dawes, Amos Tversky. Mathematical psychology: An elementary introduction. — Prentice-Hall, 1970. — 419 p. — ISBN 0-135-62157-7.
- Daniel Kahneman, Paul Slovic, Amos Tversky. Judgment under uncertainty: Heuristics and biases. — Cambridge : Cambridge University Press, 1982. — 555 p. — ISBN 0-521-28414-7.
- David E. Bell, Howard Raïffa, Amos Tversky. Decision making: Descriptive, normative, and prescriptive interactions. — Cambridge : Cambridge University Press, 1988. — 623 p. — ISBN 0-521-36851-0.
- Daniel Kahneman, Amos Tversky. Choices, values, and frames. — Cambridge : Cambridge University Press, 2000. — 840 p. — ISBN 0-521-62172-0.
- Amos Tversky. Preference, belief, and similarity: Selected writings / Eldar Shafir. — Massachusetts Institute of Technology, 2004. — 1023 p. — ISBN 0-262-20144-5.

### Статті[5]
- Amos Tversky. Intransitivity of preferences. — Psychological Review, 1969. — Vol. 76, no. 1. — P. 31-48.
- Amos Tversky, Daniel Kahneman. Belief in the law of small numbers. — Psychological Bulletin, 1971. — Vol. 76, no. 2. — P. 1050-110.
- Daniel Kahneman, Amos Tversky. Subjective probability: A judgment of representativeness. — Cognitive Psychology, 1972. — Vol. 3, no. 3. — P. 430-454.
- Amos Tversky. Elimination by aspects: A theory of choice. — Psychological Review, 1972. — Vol. 79. — P. 281-299.
- Amos Tversky, Daniel Kahneman. Availability: A heuristic for judging frequency and probability. — Cognitive Psychology, 1973. — Vol. 5, no. 2. — P. 207-232.
- Daniel Kahneman, Amos Tversky. On the psychology of prediction. — Psychological Review, 1973. — Vol. 80, no. 4. — P. 237-251.
- Amos Tversky, Daniel Kahneman. Judgment under uncertainty: Heuristics and biases. — Science, 1974. — Vol. 185, no. 4157. — P. 1124-1131.
- Amos Tversky. Features of similarity. — Psychological Review, 1977. — Vol. 84, no. 4. — P. 327-352.
- Amos Tversky, Daniel Kahneman. Prospect theory: An analysis of decision under risk. — Econometrica, 1979. — Vol. 47, no. 2. — P. 263-291. Архівовано з джерела 31 березня 2010.
- Amos Tversky, Daniel Kahneman. The framing of decisions and the psychology of choice. — Science, 1981. — Vol. 211, no. 4481. — P. 453-458.
- Daniel Kahneman, Amos Tversky. The psychology of preferences. — Scientific American, 1982. — Vol. 246. — P. 161-173.
- Amos Tversky, Daniel Kahneman. Extensional versus intuitive reasoning: The conjunction fallacy in probabilty judgment. — Psychological Review, 1983. — Vol. 90, no. 44. — P. 293-315.
- Amos Tversky, Daniel Kahneman. Rational choice and the framing of decisions. — Journal of Business, 1986. — Vol. 59, no. 4(2). — P. S251-S278.
- A. Tversky, S. Sattath, P. Slovic. Contingent weighting in judgment and choice. — Psychological Review, 1988. — Vol. 95, no. 3. — P. 371-384.
- Amos Tversky, Daniel Kahneman. Loss aversion in riskless choice: A reference-dependent model. — Quarterly Journal of Economics, 1991. — Vol. 106, no. 4. — P. 1039-1061. Архівовано з джерела 5 січня 2009.
- Amos Tversky, Daniel Kahneman. Advances in prospect theory: Cumulative representation of uncertainty. — Journal of Risk and Uncertainty, 1992. — Vol. 5, no. 4. — P. 297-323.